# أنخيلينو سولير
أنخيلينو سولير (بالإسبانية: Angelino Soler)‏ مواليد 25 نوفمبر 1939 في إسبانيا، هو دراج إسباني سابق في صنف سباق الدراجات على الطريق.

## سباقات أو مراحل فاز بها
- طواف إسبانيا
- طواف إيطاليا

## روابط خارجية
- أنخيلينو سولير على موقع أرشيف الدراجات (الإنجليزية)
- أنخيلينو سولير على موقع إحصائيات الدراجات الإحترافية (الإنجليزية)
- أنخيلينو سولير على موقع CycleBase (الإنجليزية)